# Thinking of Me
Thinking of Me è un singolo del cantante pop britannico Olly Murs, pubblicato il 19 novembre 2010 dall'etichetta discografica Epic.
Si tratta del secondo singolo dell'artista, scritto da lui stesso insieme a Wayne Hector e Steve Robson e prodotto da Robson insieme a Future Cut.
Il singolo ha accompagnato la pubblicazione dell'album di debutto del cantante, l'eponimo Olly Murs, già anticipato dal singolo di debutto Please Don't Let Me Go, e contiene come b-side il brano Sophie.
Ha riscosso un buon successo di vendite, raggiungendo la quarta posizione britannica e la quindicesima della classifica irlandese.

## Tracce
1. Thinking of Me – 3:24
2. Sophie – 2:56

## Classifiche
| Classifica (2010) | Posizione raggiunta |
| ----------------- | ------------------- |
| Regno Unito       | 4                   |
| Irlanda           | 15                  |